# Northrop N-1M
El Northrop N-1M, también conocido con el apodo de "Jeep", fue un avión experimental estadounidense, usado en el desarrollo del concepto de ala volante de la Northrop Aircraft, durante los años 40 del siglo XX.

## Diseño y desarrollo
Jack Northrop se involucró en innovadores diseños de aviones todo ala a finales de los años 20, siendo construido su primer Ala Volante en el periodo de tiempo de 1928-1930. Este primer prototipo, el Ala Volante X-216H de 1929, evolucionó de estudios de diseño anteriores. El X-216H tenía timones gemelos con un estabilizador horizontal simple pasante entre ellos; ambos timones estaban conectados, mediante botalones gemelos, al abultado e integrado fuselaje todo ala. El avión tenía una cabina abierta en la sección central alar y una única hélice propulsora, orientada hacia atrás, conectada a un motor de pistones integrado en el perfil todo ala. El X-216H fue probado en vuelo por primera vez en 1929 con Edward Bellande a los mandos; el avión mostró prestaciones adecuadas y destacó por su construcción multicelular y su recubrimiento sometido a esfuerzos, únicos en su momento. Por esa época, Jack Northrop tuvo conocimiento de los diseños de preguerra de planeadores de ala volante sin cola, establecedores de récords, de Walter y Reimar Horten, que estaban siendo probados en Alemania.
El N-1M fue uno de una progresión de aviones que desarrollaba el concepto todo ala de Northrop. El avión fue producido en los Estados Unidos y fue desarrollado durante 1939 y 1940 como una bancada volante con el propósito de demostrar la visión de Jack Northrop de un Ala Volante práctico. Construido principalmente de capas especialmente laminadas de madera encolada, el diseño de ambas alas de madera permitía fáciles cambios de configuración con el fuselaje central integrado, que estaba hecho de tubos de acero. El pequeño y bimotor avión de pruebas sirvió bien a su propósito, volando por primera vez el 3 de julio de 1941 en Baker Dry Lake, California.

## Historia operacional
El piloto jefe de pruebas Vance Breese voló el N-1M en su primer vuelo, rebotando al aire de forma inesperada durante un planeado carreteo a alta velocidad. Informó que el avión no podía volar a más de cinco pies del suelo. El vuelo sólo se podría sostener manteniendo un preciso ángulo de ataque, pero Theodore von Kármán resolvió el problema haciendo ajustes en los bordes de salida de los elevones. El control del avión se conseguía con el uso de un sistema de elevones y timones de punta de ala. Los elevones servían en los aviones tipo sin cola tanto como elevadores como alerones, mientras que los flaps divididos en las puntas de las alas anguladas hacia abajo, hacían de timón convencional; más tarde fueron reforzados después que se comprobara durante los vuelos de prueba, que dicho ángulo era innecesario.
El programa de vuelos de prueba continuó con Moye W. Stephens, Piloto de Pruebas y Secretario de la Northrop Corporation, que hizo de piloto de pruebas. Las primeras pruebas mostraron que el N-1M era satisfactorio en estabilidad y control, pero tenía sobrepeso y estaba falto de potencia. Los dos motores de cuatro cilindros Lycoming 0-145 de 65 hp (integrados en el ala para reducir la resistencia), fueron reemplazados por dos motores de seis cilindros Franklin 6AC264F2, de 120 hp y refrigerados por aire. En noviembre de 1941, tras haber realizado 28 vuelos, Stephens informó que, cuando intentaba mover el N-1M en su eje vertical, el avión tenía tendencia al "balanceo del holandés". Las oscilaciones probaron ser manejables cuando se hicieron ajustes en la configuración del ala del avión.
El N-1M resultó ser básicamente acertado, allanando el camino para los posteriores y mucho mayores aviones YB-35 e YB-49 de Northrop. El pionero avión fue después donado a las Fuerzas Aéreas del Ejército de los Estados Unidos en 1945 y se emplazó en la colección de almacenaje del National Air Museum el año siguiente. Permaneció allí casi tres décadas, pero fue devuelto finalmente al estado de estático no volable, en su configuración final de vuelo, tras varios años de minuciosa restauración, en los 80. El N-1M está actualmente en exhibición en el Steven F. Udvar-Hazy Center, del National Air and Space Museum.

## Especificaciones (N-1M)
Referencia datos: American X&Y Planes

### Características generales
- Tripulación: Uno (piloto).
- Longitud: 5,2 m
- Envergadura: 11,6 m
- Altura: 1,5 m
- Superficie alar: 32,5 m²
- Peso cargado: 1769 kg
- Planta motriz:  2 motores de cuatro cilindros opuestos horizontalmente, refrigerados por aire Lycoming 0-145 (2 motores de seis cilindros opuestos horizontalmente, refrigerados por aire Franklin 6AC-264F2, de 117 hp (tras remotorización))[5].
  - Potencia:  65 hp (motores originales) cada uno.

### Rendimiento
- Velocidad nunca excedida (Vne): 321,9 km/h
- Alcance: 482,8 km
- Techo de vuelo: 1219,2 m (4000 pies)

### Desarrollos relacionados
- Northrop N-9M
- Northrop YB-35
- Northrop YB-49

### Secuencias de designación
- Secuencia N-_ (interna de Northrop): N-1 - N-2 - N-3 - N-4 →